# U-Bahnhof Schmalenbeck
Der U-Bahnhof Schmalenbeck ist eine Haltestelle der Hamburger U-Bahn-Linie U1 in der schleswig-holsteinischen Gemeinde Großhansdorf.
Das Kürzel der Station bei der Betreiber-Gesellschaft Hamburger Hochbahn lautet „SK“.

## Anlage

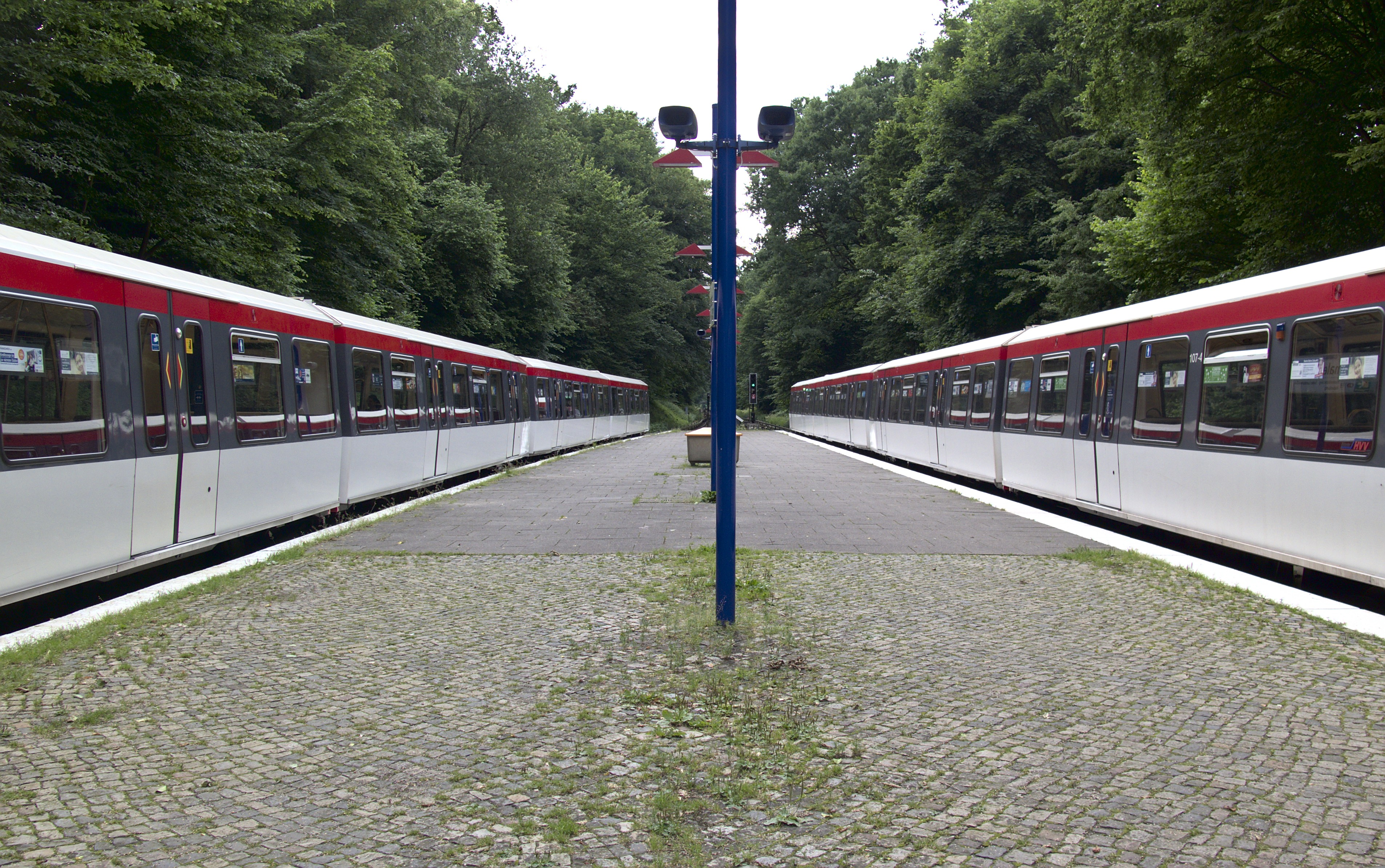
Zwei Züge vom Typ DT4 begegnen sich im Bahnhof

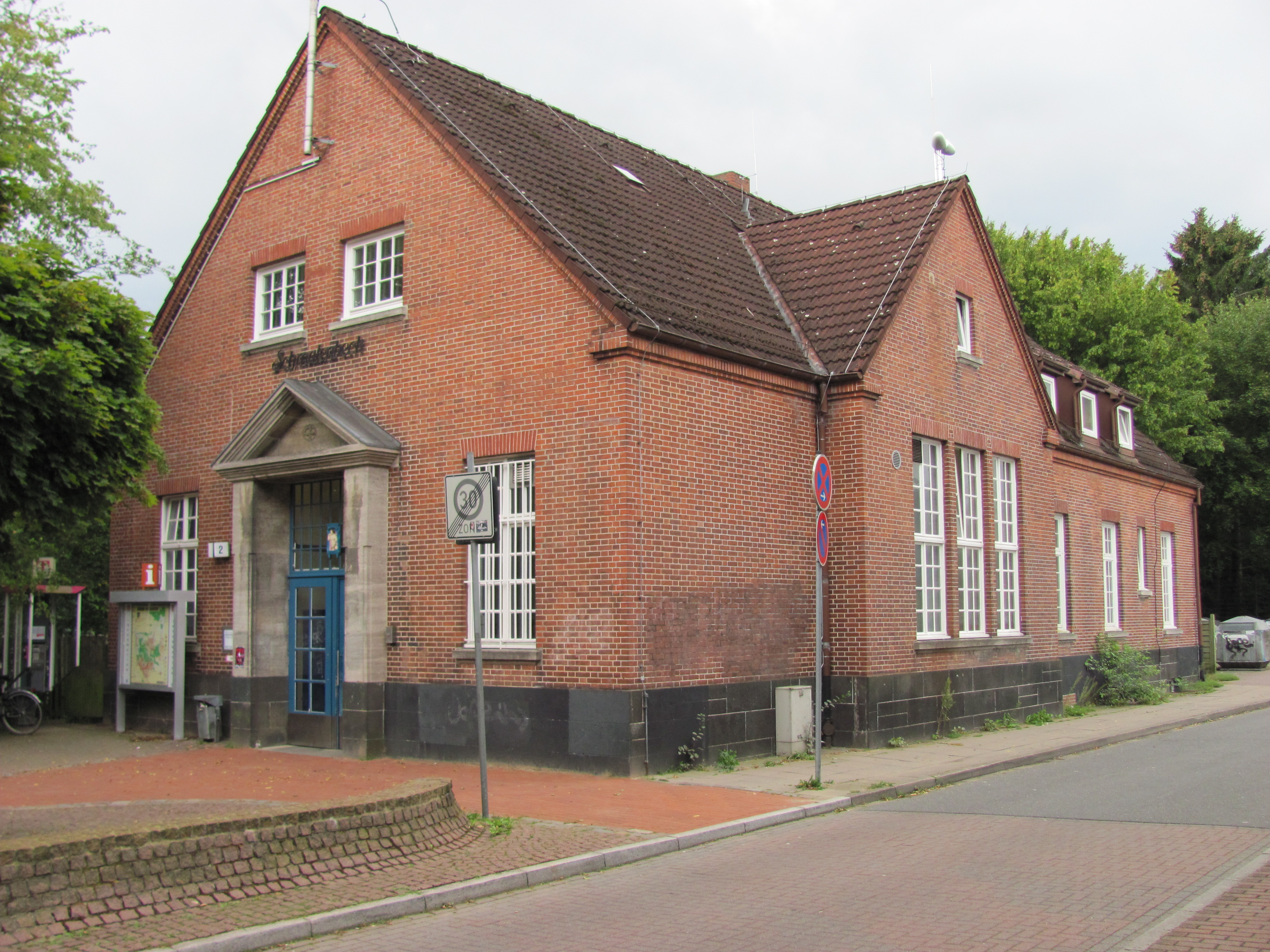
Das Bahnhofgebäude, Entwurf: Eugen Göbel

Der U-Bahnhof verfügt über einen etwa 120 m langen Mittelbahnsteig im Einschnitt. Die Station liegt einige Meter südlich der Straße „Ahrensfelder Weg“, an der auch das Zugangsgebäude liegt.
Aufgrund der eingleisigen Strecke begegnen sich in Schmalenbeck immer zwei Züge.
Seit dem 13. März 2017 ist der U-Bahnhof barrierefrei erreichbar.

## Geschichte
Der Bahnhof wurde nach Entwurf von Eugen Göbel 1914 fertiggestellt und 1921 eröffnet. 1922 wurde das zweite Bahnsteiggleis eröffnet.
| Linie | Verlauf |
| ----- | --- |
| U 1   | Norderstedt Mitte – Richtweg – Garstedt – Ochsenzoll – Kiwittsmoor – Langenhorn Nord – Langenhorn Markt – Fuhlsbüttel Nord – Fuhlsbüttel – Klein Borstel – Ohlsdorf – Sengelmannstraße (City Nord) – Alsterdorf – Lattenkamp (Sporthalle) – Hudtwalckerstraße – Kellinghusenstraße – Klosterstern – Hallerstraße – Stephansplatz (Oper/CCH) – Jungfernstieg – Meßberg – Steinstraße – Hauptbahnhof Süd – Lohmühlenstraße – Lübecker Straße – Wartenau – Ritterstraße – Wandsbeker Chaussee – Wandsbek Markt – Straßburger Straße – Alter Teichweg – Wandsbek-Gartenstadt – Trabrennbahn – Farmsen – Oldenfelde – Berne – Meiendorfer Weg – Volksdorf / Streckenast Ohlstedt – Buckhorn – Hoisbüttel – Ohlstedt \ Streckenast Großhansdorf – Buchenkamp – Ahrensburg West – Ahrensburg Ost – Schmalenbeck – Kiekut – Großhansdorf |